# Татарінов Євген Володимирович
Євген Володимирович Татарінов (рос. Евге́ний Влади́мирович Тата́ринов, нар. 6 лютого 1999, Верхня Салда, Росія) — російський футболіст, нападник клубу «Урал».

## Ігрова кар'єра
Євген Татарінов з першого класу почав займатися футболом. Спочатку він грав на позиціях воротаря та захисника. У віці 14 - ти років він вступив до академії «Урала». З 2017 року Татарінов виступав за молодіжну команду єкатеринбурзького клубу.
Першу гру в основі футболіст провів у вересні 2017 року у матчі на Кубок Росії. Влітку 2019 року для набору ігрової практики Татарінов був відданий в оренду до клубу Першої ліги «Торпедо» (Москва). В січні 2020 року нападник повернувся до «Уралу», де у вересні того року дебютував у турнірі РПЛ. Разом з тим футболіст продовжує виступати за команду «Урал-2» у Другій лізі.